# Герои Олимпа. Сын Нептуна
«Герои Олимпа. Сын Нептуна» (англ. The Son of Neptune) — американский приключенческий роман в жанре фэнтези 2011 года, написанный Риком Риорданом. Сюжет основан на греческой мифологии и римской мифологии. Это вторая книга из цикла Герои Олимпа, а также сиквел романа «Пропавший герой». История разворачивается вокруг страдающего амнезией полубога Перси Джексона, сына бога морей Посейдона, который попадает в лагерь римских полукровок и отправляется на Аляску вместе со своими новыми друзьями Хейзел Левеск и Фрэнком Чжаном, чтобы освободить бога смерти Танатоса и помочь спасти мир от Геи, богини земли. Повествование ведётся от третьего лица, поочерёдно фокусируясь между персонажами Перси, Хейзел и Фрэнком.
Книга получила в основном положительные отзывы, получив награду Goodreads Choice Award в 2011 году и попала в список бестселлеров.
Первая публикация «Сына Нептуна» состоялась 4 октября 2013 года. Книга была выпущена в твёрдом переплёте с обложкой Джона Рокко, а издателем выступила компания Disney-Hyperion. После первоначального тиража в 3 миллиона экземпляров, книга была выпущена в мягком переплёте, а также в формате аудиокниги и электронной книги, и переведена на 37 языков.

## Разработка
В интервью с Scholastic после выхода «Пропавшего героя» Риордану был задан вопрос о местонахождении Перси Джексона. Автор намекнул, что ответ будет раскрыт по мере продвижения квеста Джейсона Грейса, а концовка книги даст представление читателям о том, в каком направлении будет двигаться история во втором романе цикла. 26 мая 2011 года были опубликованы обложка и первая глава «Сына Нептуна», подтверждающие, что Перси сыграет главную роль в книге.
8 августа 2011 года Риордан выпустил видео, в котором более подробно рассказывалось о книге и её персонажах. Видео включало в себя фотографии черноволосого мальчика с луком и стрелами, который позже оказался Фрэнком Чжаном, светловолосого юношу с плюшевым мишкой, оказавшегося Октавианом, девушку с чёрными волосами в золотых доспехах и фиолетовым плащом, сидящую на троне в окружении золотой и серебряной собак с красными глазами, которую Риордан представил как Рейну, и ещё одну девочку верхом на лошади по имени Хейзел Левеск. Наряду с этим, до выхода книги были опубликованы две главы: одна была размещена на сайте Риордана, а другая прочитана Риорданом в день рождения Перси, 18 августа.

## Сюжет
Через восемь месяцев после того, как Перси Джексон защитил гору Олимп в «Последнем пророчестве», Перси в одиночестве спасается от монстров в Северной Калифорнии, лишённый воспоминаний о своём прошлом. После встречи с Лупой, богиней-волчицей и покровительницей древнего Рима, он направляется в лагерь Юпитера, тренировочную базу римских полубогов и аналог лагеря полукровок греческих полубогов. По прибытии, он подвергается нападению со стороны нескольких Горгон — Сфено и Эвриалой, после чего успешно спасает замаскированную под старуху богиню Юнону, доставляя её в лагерь при поддержке дежурных охранников. Оказавшись в лагере, Юнона объявляет о прибытии Перси, идентифицируя его как сына Нептуна. Она говорит ему, что он сможет восстановить свою память если снова научится быть героем и переживёт испытания, с которыми он столкнётся в лагере.
У него завязывается дружба с Фрэнком Чжаном, сыном Марса, и Хейзел Левеск, дочерью Плутона, и впоследствии знакомится с претором лагеря Рейной и авгуром Октавианом, с которым у него образовывается взаимная неприязнь. Октавиан сообщает Перси об отсутствии книги пророчеств. Будучи изгоями в лагере Юпитера, Фрэнк и Хейзел проникаются сочувствием к положению Перси и считают своим долгом помочь ему быстро приспособиться к местным порядкам. Тем не менее, прежде чем Перси успевает освоиться, им приказывают найти и освободить Танатоса, бога смерти, захваченного гигантом Алкионеем, который скрывается на Аляске. Бог Марс излагает импровизированное пророчество:
Отправиться на Аляску,

Найти Танатоса и освободить его,

Вернуться к закату 24 июня или умереть.

В ходе поиска они сталкиваются с Финеем, слепым человеком, который помог Ясону, вождю аргонавтов в его путешествии, а также знакомятся с гарпией по имени Элла. Помимо этого, троица встречает трёх циклопа, противников Джейсона Грейса, Пайпер МакЛин и Лео Вальдеса из «Пропавшего героя». Также герои узнают о пробуждении богини земли Геи, намеревающейся уничтожить богов и мир вместе с ними. Она создаёт семерых гигантов, антагонистов для семерых богов. Каждый гигант обладает огромным могуществом и может быть побеждён, только если боги и полубоги объединят свои силы. Перси и его друзьям удаётся победить гиганта Алкионея и спасти лагерь Юпитера от разрушения. Во время поиска Хейзел и Фрэнк становятся парой, а также становятся более уверенным в себе и учатся пользоваться своими силами. К перси возвращаются похищенные воспоминания и, по возвращении в лагерь Юпитера, он возглавляет оборону базы полукровок. Перси успешно побеждает гиганта Полибота, являющегося антагонистом Нептуна, с помощью Терминуса, его сводного брата циклопа Тайсона и адской гончей миссис О'Лири. В конце книги появляется греческий дирижабль Арго II, на борту которого находятся полубоги во главе с Аннабет Чейз, возлюбленной Перси и дочери Афины.

## Главные герои

### Основные персонажи
- Перси Джексон — полубог, сын бога морей Посейдона (Нептуна), главный герой первого цикла Лагерь полукровок. Он становится жертвой опасной игры Геры (Юнона), которая крадёт его воспоминания и отправляет в лагерь Юпитера, заменив его на Джейсона Грейса, который, в свою очередь, попадает в лагерь полукровок. Он отправляется на поиск вместе с Фрэнком Чжаном, сыном Марса, и Хейзел Левеск, дочерью Плутона, чтобы спасти бога смерти Танатоса, подчинённого Плутона. По окончании поиска, он возвращается в лагерь Юпитера, где возглавляет атаку против сил Геи. Его воспоминания постепенно возвращаются с середины книги, когда он выпивает кровь Горгоны, бросая вызов Финею.
- Хейзел Левеск — дочь Плутона и сводная сестра Нико ди Анджело. Она была воскрешена Нико после её смерти в 1942 году в возрасте 13 лет, после чего стала жить в лагере Юпитера. Влюблена в Фрэнка Чжана. Является афроамериканским полубогом из Нового Орлеана.
- Фрэнк Чжан — сын Марса и дальний потомок Посейдона со стороны матери. От своего предка Переклимена унаследовал способность изменять форму, которой обучился в конце романа. В лагере Юпитера он изначально состоит на службе на испытательном сроке, однако затем его повышают до центуриона, чтобы он мог возглавить поиск. Влюблён в Хейзел Левеск. Является канадцем китайского происхождения.

### Второстепенные персонажи
- Рейна Авила Рамирес-Ареллано — дочь Беллоны, римской богини войны, а также претор лагеря Юпитер. Выясняется, что Рейна и её сестра Хилла служили ведьме Цирцее, которую Аннабет и Перси победили в «Море чудовищ». В то время как Рейна отправилась в лагерь Юпитера, Хилла возглавила амазонок.

## Выпуск книги
«Герои Олимпа. Сын Нептуна» был издан тиражом в 3 миллиона экземпляров — крупнейшим на тот момент тиражом для Disney-Hyperion. После выпуска книга возглавила список бестселлеров по версии The New York Times, USA Today и The Wall Street Journal. В октябре 2011 года книга стала лучшей книгой месяца по версии Amazon.

### Критика
Книга получила в основном положительные отзывы. К числу достоинств Дана Хендерсон из Seattle Post-Intelligencer отнесла добавление новых персонажей, заметив, что, наблюдая за ними, «читателю хочется продолжать читать дальше». Кимберли Беннион из Deseret News отметила, что книга порадует как старых поклонников, так и новую аудиторию. Тем не менее, Беннион также обратила внимание на недостатки героев. По мнению Кея Джонсона из Hutchinson Leader’s, первая половина книги не была захватывающей, однако он оценил представление Риордана читателю греческой и римской мифологии. Kirkus Reviews положительно высказался о романе, а также отметил, что Риордан «набрал обороты» после «Пропавшего героя».

## Продолжение
Роман «Метка Афины» был выпущен 2 октября 2012 года, а в 2013 году вышла книга «Дом Аида». 7 октября 2014 была издана «Кровь Олимпа», завершающая часть серии.